# Хајнрих фон Клајст
Бернд Хајнрих Вилхелм фон Клајст (Франкфурт на Одри, 18. октобар 1777 — Берлин, 21. новембар 1811) био је немачки драматург, лирски песник и публициста.

## Дела
- -{ Robert Guiskard, Herzog der Normänner (Fragment), entstanden 1802–1803, erschienen April/Mai 1808 in Phöbus, Uraufführung 6. April 1901 im Berliner Theater in Berlin
- Die Familie Schroffenstein, Anfang 1803 anonym erschienen, Uraufführung 9. Januar 1804 in Graz
- Der zerbrochne Krug, entstanden 1803–1806, Uraufführung am 2. März 1808 im Hoftheater in Weimar
- Amphitryon (Kleist)|Amphitryon, erschienen 1807, Uraufführung 8. April 1899 im Neuen Theater in Berlin
- Das Erdbeben in Chili , erschienen unter dem ursprünglichen Titel Jeronimo und Josephe 1807 in Cottas Morgenblatt für gebildete Stände, Buchausgabe leicht redigiert 1810 in Erzählungen (1. Band)
- Die Marquise von O...., erschienen Februar 1808 in Phöbus, Buchausgabe in überarbeiteter Fassung 1810 in Erzählungen (1. Band)
- Die Hermannsschlacht, vollendet 1808, erschienen 1821 (Hrsg. Ludwig Tieck), Uraufführung am 18. Oktober 1860 in Breslau (Bearbeitung: Feodor Wehl)
- Penthesilea (Kleist)|Penthesilea, erschienen 1808, szenische Uraufführung Mai 1876 im Königlichen Schauspielhaus in Berlin
- Das Käthchen von Heilbronn oder Die Feuerprobe. Ein großes historisches Ritterschauspiel, entstanden 1807–1808, Fragmente erschienen in Phöbus 1808, Uraufführung 17. März 1810 im Theater an der Wien in Wien, Buchausgabe in umgearbeiteter Fassung 1810
- Michael Kohlhaas. Aus einer alten Chronik, teilweise erschienen 1808 in Phöbus, Buchausgabe 1810 in Erzählungen (1. Band)
- Katechismus der Deutschen, 1809
- Anekdoten, erschienen 1810–1811 in den Berliner Abendblättern – darunter die Anekdote aus dem letzten preußischen Kriege
- Das Bettelweib von Locarno, erschienen 11. Oktober 1810 in den Berliner Abendblättern, Buchausgabe 1811 in Erzählungen (2. Band)
- Die heilige Cäcilie oder die Gewalt der Musik. Eine Legende, erschienen 15.–17. November 1810 in den Berliner Abendblättern, Buchausgabe in erweiterter Fassung 1811 in Erzählungen (2. Band)
- Über das Marionettentheater, erschienen 12.–15. Dezember 1810 in den Berliner Abendblättern
- Über die allmähliche Verfertigung der Gedanken beim Reden, postum in: Paul Lindau (Hg) Nord und Süd, Bd.4 стр. 3–7., 1878
- Die Verlobung in St. Domingo, erschienen 25. März bis 5. April 1811 in Der Freimüthige, Buchausgabe in überarbeiteter Fassung 1811 in Erzählungen (2. Band)
- Der Findling, erschienen 1811 in Erzählungen (2. Band)
- Der Zweikampf, erschienen 1811 in Erzählungen (2. Band)
- Prinz Friedrich von Homburg, entstanden 1809–1811, Uraufführung 3. Oktober 1821 als Die Schlacht vom Fehrbellin am Burgtheater in Wien
- Heinrich von Kleists gesammelte Schriften. Hrsg. von Ludwig Tieck. 3 Bände. Berlin: G. Reimer 1826.
- Kleists sämtliche Werke. Hrsg. Arthur Eloesser. 5 Bände. Tempel-Verlag, Leipzig. um 1920
- Heinrich von Kleist. Werke und Briefe. Hrsg. von Siegfried Streller. 4 Bände. Berlin und Weimar: Aufbau 1978.
- Heinrich von Kleist. Sämtliche Werke und Briefe. Hrsg. von Ilse-Marie Barth, Klaus Müller-Salget, Stefan Ormanns und Hinrich C. Seeba. 4 Bände. Frankfurt am Main: Deutscher Klassiker Verlag 1987–1997.
- Heinrich von Kleist. Sämtliche Werke. Hrsg. von Roland Reuß und Peter Staengle. Basel; Frankfurt am Main: Stroemfeld Verlag|Stroemfeld 1988–2010 (Berliner Ausgabe; ab 1992: Brandenburger Ausgabe), Editionsplan
- Heinrich von Kleist: Sämtliche Werke und Briefe. Hrsg. von Helmut Sembdner. 9. vermehrte und revidierte Auflage. München: Hanser 1993 (= München: dtv 2001.  978-3-423-12919-0.).
- Heinrich von Kleist: Sämtliche Werke und Briefe. Münchner Ausgabe. Hrsg. von Roland Reuß und Peter Staengle. 3 Bände. München: Hanser. 2010.  978-3-446-23600-4.
- Heinrich von Kleist: Erzählungen. Mit Einleitung, Nachwort und einem Verzeichnis der Setzfehler versehen und herausgegeben von Thomas Nehrlich. Nachdruck der Ausgabe Berlin 1810/11. Hildesheim: Olms 2011 (Historia Scientiarum). 2 Bde.}-